# 遊戯シリーズ
遊戯シリーズ（ゆうぎシリーズ）は、日本のハードボイルドアクション映画シリーズ。全3作。いずれも主演：松田優作、監督：村川透。東映セントラルフィルム配給。
松田が演じる殺し屋の鳴海 昌平（なるみ しょうへい）を主人公とするアクション映画である。

## シリーズ概要
シリーズは以下の3作品からなる。
- 第1作 - 『最も危険な遊戯』（1978年）
- 第2作 - 『殺人遊戯』（1978年）
- 第3作 - 『処刑遊戯』（1979年）

主演の松田のほかに全作出演した俳優には山西道広、清水宏、重松収、団巌が、2作に出演した俳優には阿藤海、佐藤慶がいる。松田を除くこの6人はシリーズ通して同一の役を演じているわけではない。製作・監督・撮影・音楽は全作共通だが、脚本や美術は毎回交替している。

### 鳴海昌平
表向きはギャンブルや日銭稼ぎで食い繋いでいるうだつの上がらない男だが、蔭では巨大組織を相手に様々な戦闘テクニックを駆使して巨利を得る凄腕の殺し屋という顔を持つ。第1作では31歳とされた。強靭な肉体を暗示するように、シリーズ共通で握力・腹筋・逆立ち・ダンベル・シャドウボクシング・ファストドロウの練習、ランニング・バーベル・サンドバッグ・ボールを使っての反射神経の訓練、腕立て伏せ（普通、片手、手の甲、座禅）・姿勢、弾道の安定（酒の入ったビンを、マグナムの銃口付近に紐でぶら下げている）などのトレーニングのシーンが見られる。使用拳銃はスミス&ウェッソンM29-44マグナム（共通）、コルト・ガバメントM1911（『殺人遊戯』以降）。狙撃時にはカービン銃等を使用。

## 最も危険な遊戯
『最も危険な遊戯』（もっともきけんなゆうぎ）は、1978年4月8日公開の日本映画で、「遊戯シリーズ」の1作目。併映『多羅尾伴内』（小林旭主演、鈴木則文監督）。

### ストーリー（第1作）
財界人の連続誘拐が横行し、東日電気社長の南条信隆（入江正徳）も帰宅中に拉致される。この事件には、国防省の防空警戒システム受注をめぐる東日グループと五大コンツェルンの激しい商戦において、不利な立場にある五大コンツェルンが、フィクサーの足立精四郎（見明凡太郎）に依頼し、東日グループ首脳を暗殺しようとしているという危険な背景があった。実際に、五代物産の副社長、中村が誘拐され、東日重工社長の河野は誘拐された後に殺されている。そんな時、仲間との麻雀で散々負け続けた殺し屋・鳴海の元に一本の電話が来る。東日グループの小日向会長（内田朝雄）の秘書、土橋（草野大悟）からだ。鳴海は小日向会長から誘拐された南条を謝礼5千万で救出してほしいと言われる。
鳴海はまず、足立の懐刀で、誘拐事件の実行犯グループを率いている居郷（名和宏）の居場所を突き止めるべく、居郷のマンションに侵入。情婦の杏子（田坂圭子）から居郷の居場所を暴力的に聞きだす。その間に誘拐グループの一人である植田（片桐竜次）から取引の電話が入るが、取引は失敗。鳴海は杏子をアジトに連れ込む。鳴海は南条が監禁されている城西病院跡地に乗り込み、銃撃戦の末に居郷と実行犯グループ全員を射殺し、南条を救出。ところが、病院跡地から脱出中に何者かの狙撃によって南条は射殺され、鳴海も負傷。鳴海は小日向の元に謝礼を返しに行くが、南条の救出は力試しだったと言い、小日向は再び鳴海と契約。今度の依頼は足立の暗殺である。
足立を偵察中に、鳴海は警視庁の桂木警部（荒木一郎）率いる刑事たちに連行されてしまい、手を引けと脅される。鳴海はもちろん無視したが、病院跡地で南条を射殺したのは桂木警部たちであることに気付く。一連の事件には、財界だけでなく警視庁まで関与していたのだ。足立の女で銀座クラブのママ、綾乃（市地洋子）から足立の居場所を聞き出した鳴海は、狙撃に成功する。しかし直後に、ヘリで上空に飛んでいた桂木警部が、鳴海を取り囲んでいる地上の警官隊に一斉射撃を指示。なんとかその場から脱出した鳴海は、アジトに戻る。すると杏子はまさに桂木たちに拉致されるところだった。桂木たちの乗る車を鳴海は走って追う。東京港にたどり着く鳴海に、車で襲い掛かる桂木たち。鳴海は、桂木たちを射殺する。鳴海は、再び綾乃の元を訪れ真実を聞きだすべく激しく詰め寄る。足立と小日向は、邪魔になった鳴海を葬るために組んでおり、鳴海が狙撃した足立は実は替え玉であり、足立は生きているという。怒った鳴海は足立邸に乗り込み、至近距離から足立を射殺し、必死に言い訳する小日向には「約束手形」として足を撃ち抜く。
翌日の新聞には、東京港で暴力団員らしき身元不明の射殺体（本当は鳴海に葬られた桂木警部たち）が発見された事、防空警戒システムについては東日グループと五大コンツェルンとが共同受注をする事、そして足立精四郎が心不全で死亡した事（実際には鳴海によって射殺された）、などの記事が記載された。

### 登場人物・キャスト（第1作）
鳴海昌平 - 松田優作
田坂杏子 - 田坂圭子（ニュースター）
城西病院の外科医であったが、入院していた居郷にだまされ、情婦にさせられる。
桂木彰 - 荒木一郎
警視庁警部。裏では五代コンツェルンのエージェントとして暗躍し、鳴海を執拗に追い詰める。
小日向兵衛 - 内田朝雄
東日グループ会長。
土橋卓 - 草野大悟
小日向の秘書。
足立精四郎 - 見明凡太郎
五代コンツェルンを裏で操るフィクサー、日本の黒幕。読経が日課。
綾乃 - 市地洋子
銀座のバーのママで、足立の情婦。
居郷忠司 - 名和宏
足立の懐刀で、誘拐グループを率いている。
南条信隆 - 入江正徳
東日電気代表取締役社長。小日向の娘の婿。
植田 - 片桐竜次
誘拐グループのメンバー。
梶井 - 山西道広
誘拐グループのメンバー。マリファナ中毒。
石崎 - 苅谷俊介
城西警察署の刑事。桂木の手足となって動く。
- 城西警察署の刑事 - 大前均、阿藤海
- 足立清四郎の一部下 - 清水宏
- 南条のガードマン - 団巌、原田力
- 雀荘の客 - 柴田恭兵、内田裕也（ノンクレジット）、榎木兵衛、石橋蓮司
- ストリッパー - 岡本麗
- その他 - 斉藤英雄、山本武、大山哲生、木下俊彦、藤田康之、戸塚孝、荻原紀、西内彰、二家本辰巳、郷内栄樹、花城隆、大宮幸悦、森岡隆見、鈴木実、永野明彦、吉中正一、大竹義夫

### スタッフ（第1作）
- 企画：黒澤満、伊地智啓
- 監督：村川透
- 脚本：永原秀一
- 撮影：仙元誠三
- 音楽：大野雄二
- 美術：小林正義
- 録音：林鉱一
- 照明：渡辺三雄
- 編集：田中修
- 助監督：崔洋一、天間敏広（ノンクレジット）、成田裕介（ノンクレジット）
- 選曲：鈴木清司（ノンクレジット）
- 音響効果：小島進
- スチール：遠藤努
- 現像：東映化学
- 技斗：グループ十二騎会、高倉英二
- 製作：東映芸能ビデオ、東映セントラル・フィルム
- 提供：東映セントラル・フィルム

### 製作（第1作）
東京都内の渋谷、代々木、中野、六本木、霞が関、中目黒、芝浦ふ頭などでロケーション撮影が行われた。ストーリー後半に、鳴海が警官隊に包囲され、一斉射撃を浴びながらも脱出するという一連のシーンに登場する場所は現在では六本木ヒルズとなっている。
見明凡太朗は本作の撮影直後に消息を絶ち、事実上遺作となった。

## 殺人遊戯
『殺人遊戯』（さつじんゆうぎ）は、1978年12月2日公開の日本映画で、「遊戯シリーズ」の2作目。封切り時の同時上映作品は『皮ジャン反抗族』（長谷部安春監督作品）。

### ストーリー（第2作）
鳴海（松田優作）は五年前、頭山会会長（今井健二）を殺害した際、目撃者である秘書の美沙子（中島ゆたか）を見逃したまま日本から姿を消していた。五年ぶりに帰国した鳴海は押し掛け舎弟の文太（阿藤海）とともに債権回収業に勤しむ最中、五年前の目撃者、美沙子と再会する。現在の彼女は一流クラブ「アラビカ」のママを務め、老舗暴力団寿会会長・勝田（佐藤慶）の愛人でもあった。
勝田は舎弟組織だった愚連隊の花井組が最近になってのし上がってきたことを快く思っていなかったが、花井組のバックには関西の大組織が控えていることからなかなか手を出せずにいた。一方の花井も密かに勝田の抹殺を企てていた。その後、花井の雇った殺し屋がアラビカに来ていた勝田に向けて発砲し腕に怪我を負わせ、激昂した寿会のチンピラ二宮（桑原大輔）が、兄貴分たちの制止を聞かず花井組の事務所へ猟銃を発砲。両者はついに抗争へ発展した。
寿会をたずね、勝田と接触した鳴海に対し、勝田は鳴海に花井を2000万円で消すように依頼した。さらに一計を案じた鳴海は、勝田の依頼を受けた直後、花井に「2000万円以上出せば勝田を殺す」とオファーを掛ける。そんな折、二宮の恋人昭子（竹田かほり）が花井組の植木（山西道広）に強姦され自殺。さらに花井組の組員が二宮を殺害した。その非道なやり口に激怒した鳴海は単身で花井組を全滅させる。
花井組全滅を知った勝田は、報酬を反故にし、鳴海を消すことを企んで、組員に文太を拉致させ、さらに報酬を支払う名目で鳴海を倉庫へ誘い込んだ。取り囲まれた鳴海はマグナムを捨て、多勢の組員から凄惨な私刑を受ける。2人はどうにか脱出し、鳴海は美沙子のマンションへ逃げ込む。美沙子の手当てで傷の癒えた鳴海は美沙子を抱く。
翌朝鳴海は、報復のため、寿会の事務所ビルに向かった。凄絶な銃撃戦の末に勝田以下組員全員を始末した鳴海は、1階の「アラビカ」のカウンターに座る美沙子に接吻しながら彼女の命を絶つ。鳴海は手紙と現金2000万円を文太に残して、羽田空港を飛び立っていった。

### 登場人物・キャスト（第2作）
鳴海昌平 - 松田優作
津山美沙子 - 中島ゆたか
殺された頭山会会長の元秘書。頭山会会長が鳴海に殺されてから、頭山会の利権をそっくり頂く。現在はクラブ「アラビカ」のママで、寿会会長勝田の愛人。
井筒文太 - 阿藤海
鳴海の舎弟。鳴海と軽トラック一台で貸し金の取り立て屋「ゴキブリ商事」を始める。
勝田省一 - 佐藤慶
老舗のヤクザ、寿会の会長。鳴海に花井殺しを二千万で依頼するが、報酬を払う段になって裏切る。
江川 - 佐藤蛾次郎
寿会組員。
二宮 - 桑原大輔
寿会組員。組を飛び出し花井組を挑発するが、逆に殺される。
大関 - 大前均
寿会組員。
柿村 - 村松克己
寿会組員。
寿会組員 - 清水宏
脚が不自由な寿会組員。前作では足立精四郎の部下であったが、その5年後なぜか広域指定暴力団・寿会の組員になっている。前作で受けた殺し屋・鳴海への怨みを本作で遂に果たすがラストで鳴海に今度は脚を撃たれた。
花井万次 - 草薙幸二郎
花井組組長。かつては寿会の会長勝田の弟分だった。
植木 - 山西道広
花井組組員。文太に「花井組のひげばか」と言われる。花井組の事務所を襲撃した二宮の居場所を聞き出すために、恋人である昭子を強姦し、殺害する。
石原 - 団巌
花井組の若頭。
桜井昭子 - 竹田かほり
五年前殺された頭山会会長の娘で二宮の恋人。「アキちゃん」としてバー「夕子」で働いている。鳴海に「父親を殺してくれて感謝している」と言う。
頭山会会長 - 今井健二
五年前、鳴海に射殺される。
バー"夕子"のママ - 岡尚美
鳴海が初めて店を訪れた際、ビールを二本しか注文していないにもかかわらず3万5千円を請求する。
主婦 - 絵沢萠子
文太が貸し金の請求に現れた際、「主人は留守なんです!」と強引に閉め出す。
旦那 - 草野大悟
鳴海が拡声器で貸し金不払い者の名前を読み上げている時に、あわてて家から飛び出し金を返そうとする。名前は"山口モモオ"。
長谷川 - 長谷川弘
朝日生命保険相互会社の総務課長。鳴海が会社の正面玄関で貸し金の催促を行い、あわてて金を返す。
守衛 - 榎木兵衛
生命保険会社の守衛。何故か腰に十手を差している。
- その他 - 堀礼文、ひろ新子、水晶晶子、辻田矢道、中川明、鶴岡修、市毛その子、重松収、野瀬哲男、大家宏、橋詰真知子、源馬均、山中直人、渥美博、松屋司郎、葵そのみ、亀田順子、山内修、新井一夫、久本昇、花城隆、大島光幸

### スタッフ（第2作）
- 企画：黒澤満、伊地智啓
- 監督：村川透
- 脚本：播磨幸治、佐治乾
- 撮影：仙元誠三
- 音楽：大野雄二
- 美術：入野達弥
- 録音：林鉱一
- 照明：渡辺三雄
- 編集：田中修
- 助監督：崔洋一
- スチール：関谷よしあき
- 選曲：鈴木清司（ノンクレジット）
- 現像：東映化学
- 技斗：グループ十二騎会、高倉英二
- 製作：東映
- 提供：東映セントラル・フィルム
- 挿入歌：「夏の流れ」〜アルバム『Uターン』より
  - 作詞：東海林良、作編曲：大野雄二、唄：松田優作（ビクター音楽産業）

### 製作（第2作）
のちに公開された松田優作のドキュメンタリー映画『SOUL RED 松田優作』では、当初の本作の仮題が『ゴキブリ用心棒 俺が裁く!!』であったことが確認できる。作中冒頭シーンの軽トラックに見られる、主人公・鳴海らが立ち上げたツケ取り立て業者の名「ゴキブリ商事」はその名残である。

## 処刑遊戯
『処刑遊戯』（しょけいゆうぎ）は、1979年11月17日公開の日本映画で、「遊戯シリーズ」の3作目にして最終作。併映『スネーキーモンキー 蛇拳』（主演：ジャッキー・チェン、監督：ユエン・ウーピン）。
時間軸としては前作から1年後を舞台としているが、コメディタッチの前2作と比較して、コミカルなシーンがまったくない終始シリアスタッチの作風となった。これは主演・松田の「今度は『サムライ』（注：アラン・ドロン主演の無口な殺し屋の映画）でいこう!」の一声から決まった路線変更である。

### ストーリー（第3作）
ある廃屋の一室に監禁されている鳴海。昨夜、行きつけのバーで知り合ったピアニスト直子（りりィ）と過ごした帰路、何者かに拉致されていたのだ。鳴海は、すきを見て縛られた縄を解いて脱出を図り、次々と襲いかかる敵の射撃を切り抜け、出口に辿りつくとライトが照らされた。それは特務機関のボス、藤田（山本麟一）が鳴海を試すテストだった。
藤田は直子を返す条件として、機関の秘密を知り過ぎた殺し屋岡島（青木義朗）を殺すように命じる。岡島を追ううち、暗い部分が見えてきた。直子は鳴海を呼び出す囮だった。入念に武器の手入れをした後、鳴海は、モーテルで直子と密会する岡島を狙撃した。
岡島を仕留めると、藤田から次の殺人依頼が来た。第二の標的は、スパイ容疑の大使館員で、某国大使館の要請で警視庁から移送車で護送される男、本庄一雄（トビー門口）。途中で待ちぶせしてチャンスを狙うが狙撃は失敗。弾丸は移送車の運転手、時任（畑中猛重）に命中し、時任は即死、本庄は助かる。鳴海は事件の背後にあるものを読み取り、藤田のセーフハウスに乗り込み、銃撃戦の末に特務機関を壊滅させる。
藤田が持っていたトランクを開くと、中から特務機関員の名簿が出てくる。その中には、黒幕の大田原（佐藤慶）、そして秘書の直子、鳴海自身の名前も。鳴海は自分の名簿だけを燃やし、警察官が取り囲んだセーフハウスを無事脱出。そして鳴海は藤田を操っていた大田原の事務所に乗り込み、大田原を射殺。そして秘書としてその場にいた直子に拳銃を渡し、直子は自ら命を絶つのだった。

### 登場人物・キャスト（第3作）
鳴海昌平 - 松田優作
叶直子 - りりィ
鳴海のいきつけのバーのピアニストで、鳴海と知り合い、バーボン「オールドクロウ」を教えられる。正体は大田原の秘書。
岡島芳勝 - 青木義朗
47歳。特務機関と契約しているプロの殺し屋。機関の秘密を知りすぎ、狙われている。ホテルOZに宿泊し、国外逃亡を企んでいる。
旅行代理店社員 - 村松克己
ホテルOZのラウンジで、岡島に当日発の国際線チケットを渡す。
藤田 - 山本麟一
特務機関のボス。
大田原 - 佐藤慶
中央省庁長官。特務機関を操っている黒幕。
坂巻 - 山西道広
特務機関員。
井賀 - 片桐竜次
特務機関員。不気味な笑い方に特徴がある。
時任 - 畑中猛重
移送車の運転手。
田山恵子 - 森下愛子
アンティーク時計店の主人。
バーテン - 団巌
鳴海のいきつけのバーのバーテン。バーのピアニストであった直子が店を辞めたことを鳴海に言う。
- 薬屋の主人 - 草薙幸二郎
- 本庄一雄 - トビー門口
- 本庄のガードマン - ユセフ・トルコ
- 特務機関員 - 友金敏雄、檀喧太、磯村健治、前田哲郎、重松収、清水宏、二家本辰巳
- その他 - 青木茂、川村京子、赤木理恵、戸塚孝、石崎洋光、藤田康之、西内彰、星野晃、森健太郎

### スタッフ（第3作）
- 企画：黒澤満、伊地智啓
- 監督：村川透
- 脚本：丸山昇一
- 撮影：仙元誠三
- 音楽：大野雄二
- 音響監督：鈴木清司
- 美術：佐谷晃能
- 録音：広上益弘
- 照明：渡辺三雄
- 編集：田中修
- 助監督：小池要之助
- スチール：関谷嘉明
- 現像：東映化学
- 技斗：グループ十二騎会、高倉英二
- 製作：東映
- 提供：東映セントラルフィルム

### 製作（第3作）
前々作・前作がヒットした業績を評価され、スポンサーから以前より多くの製作予算が出された。そのため、銃器のテクニカルアドバイザーを呼んでアクションシーンを徹底させている。
東京地下鉄、明治神宮前駅、青山アパートメント（現在の表参道ヒルズ）、如水会館がロケ地となっている。
1979年10月27日公開の同じ東映製作の映画『日本の黒幕』が興行的に苦戦した影響で、本作の公開日が予定より早まった。

## 作品の評価
大阪堺市の実家の前が東映の封切館「堺銀座東映パール」で、東映作品に大きな影響を受けたという阪本順治は「"遊戯シリーズ"は、松田優作さんの内面を越えて肉体がすべてを語っています。細かいテンポをあげるカットはない。アクションだけで10数分ワンカットです。優作さんが途中で拳銃も上手く入れ替えてるんですが、死んだ奴がパッと服着替えてまた別のところから出て来てと、延々やってるんですよ。これ凄くてね。優作さんの肉体をずっと見ていられるということで、ダレるどころか、ボルテージが上がってくるんです」などと述べている。